# Ancistrodes phryganophanes
Ancistrodes phryganophanes är en fjärilsart som beskrevs av Turner 1946. Ancistrodes phryganophanes ingår i släktet Ancistrodes och familjen plattmalar. Inga underarter finns listade i Catalogue of Life.